# Geografia Łotwy

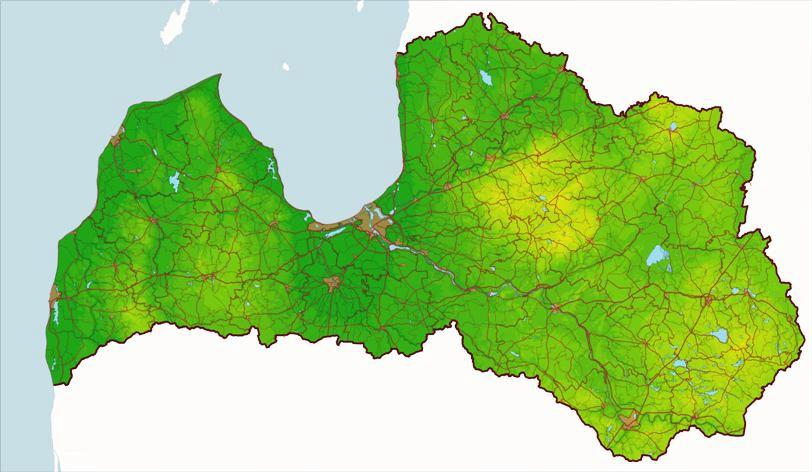
Mapa fizyczna Łotwy

Łotwa jest niewielkim krajem leżącym w Europie Północnej. Obszar kraju cechujący się klimatem przejściowym jest nizinnym terenem gdzie typową formacją roślinną są lasy mieszane. Łotwa zalicza się do krajów nadbałtyckich, jest także członkiem UE. Łotwa przed rokiem 1990 wchodziła w skład dawnego ZSRR.

## Powierzchnia, położenie i granice
Powierzchnia – 64 573 km².
Powierzchnia wód śródlądowych: 2419 km².
Położenie – Łotwa leży we wschodniej części Europy, nad wschodnim wybrzeżem Morza Bałtyckiego.
Skrajne punkty: północny 58°05′N, południowy 55°40′N, zachodni 20°58′E, wschodni 28°14′E.
Rozciągłość południkowa wynosi 210 km, a równoleżnikowa 450 km.
Łotwa graniczy z następującymi państwami:
- Białoruś: 161 km[1].
- Estonia: 343 km[1].
- Litwa: 588 km[1].
- Rosja: 276 km[1].

Łączna długość granic lądowych: 1368 km.

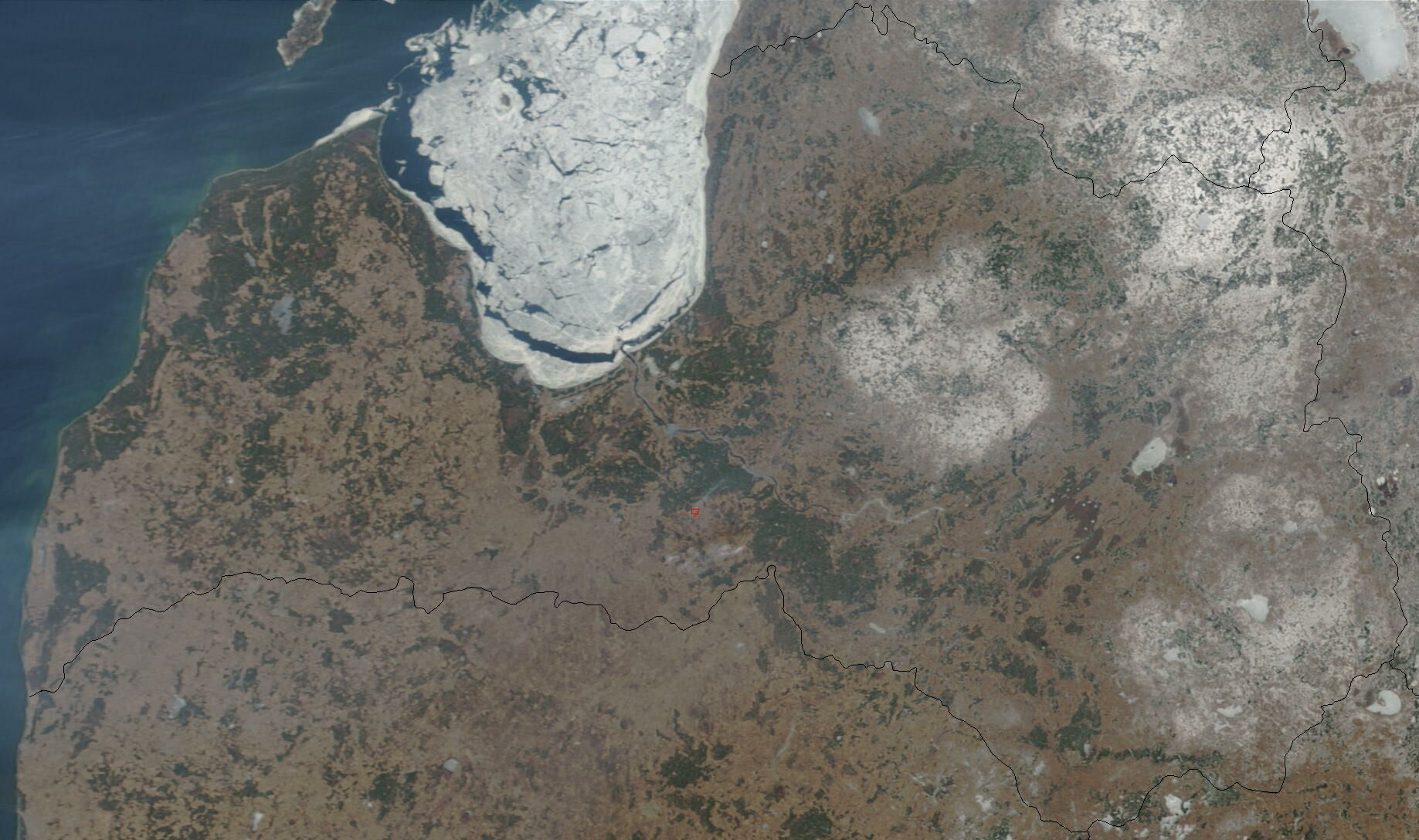
Zdjęcie satelitarne Łotwy

Linia brzegowa: 498 km.

## Ukształtowanie poziome
Linia brzegowa Łotwy jest słabo rozwinięta, na większości odcinków ma postać wyrównaną. Linię brzegową urozmaica jedynie szeroka i głęboko wcięta na południe w ląd Zatoka Ryska, poza nią wybrzeże Łotwy jest praktycznie pozbawione zatok i półwyspów. Wybrzeże na całym swym odcinku jest płaskie i ma postać plaż, miejscami urozmaiconych wydmami. Miejscami występują klify.

## Budowa geologiczna i rzeźba
Tektonicznie Łotwa leży na południowym skłonie tarczy bałtyckiej (tarcza fennoskandzka), a południowa część kraju spoczywa na płycie rosyjskiej. Powierzchnię kraju pokrywają utwory polodowcowe do których należą: piaski, gliny morenowe, iły wstęgowe i głazy narzutowe. Charakterystyczne dla Łotwy są formy rzeźby polodowcowej do których należą: ozy, kemy, drumliny i wysoczyzny morenowe.
Łotwa jest krajem nizinnym. 57% jej terytorium leży poniżej 100 m n.p.m., a tylko 2,5% powyżej 200 m n.p.m. Średnia wysokość nad poziomem morza wynosi 87 m n.p.m. Najwyższym punktem jest wzniesienie Gaiziņkalns (312 m n.p.m.), zaś najniżej położone jest wybrzeże Bałtyku (0 m). W zachodniej części leży Wysoczyzna Kurlandzka (wys. do 184 m), we wschodniej Pojezierze Inflanckie (311 m) często dzielone na Pojezierze Widzemskie i Pojezierze Łatgalskie.
Główną formacją glebową w kraju są gleby bielicowe i bielicowo-darniowe. Są to gleby z reguły mało urodzajne ze znacznym udziałem piasków. Na Nizinie Zemgalskiej występują urodzajne czarnoziemy.

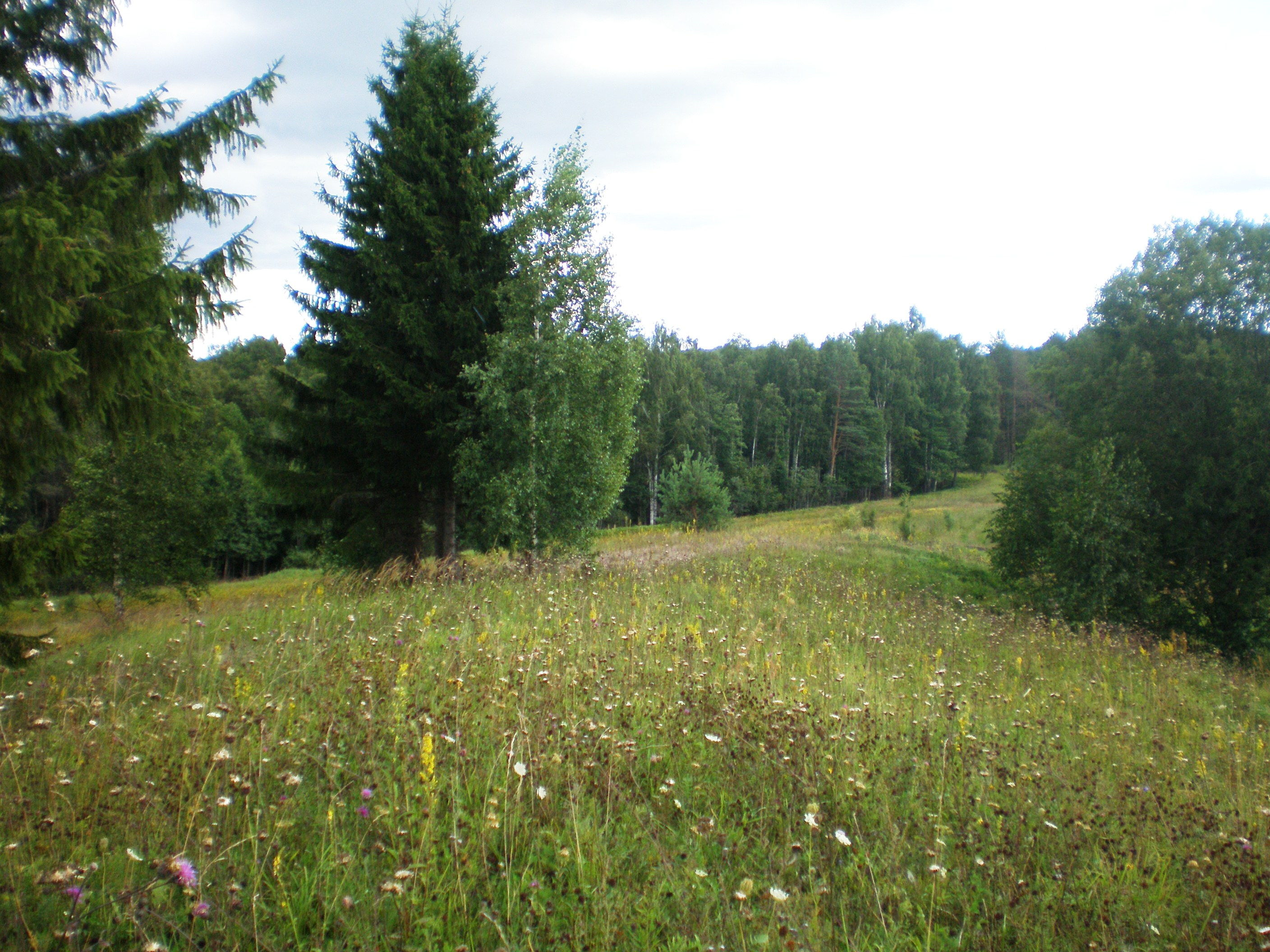
Obszary leśne Łotwy

## Klimat
Łotwa leży w strefie klimatu umiarkowanego przejściowego. Cechy klimatu morskiego występują na Półwyspie Kurlandzkim, a bardziej kontynentalny klimat panuje na wschodzie. Łotwa przez większość roku znajduje się pod wpływem polarnomorskich mas powietrza, zaś w okresie zimowym nad krajem dominują masy arktyczne znad Syberii.
Średnie temperatury roczne wahają się pomiędzy 4,5 °C a 6,5 °C (w styczniu od −3 °C na zachodnim wybrzeżu do −7 °C na północnym wschodzie, w lipcu – ok. 17 °C). Roczne sumy opadów w zachodniej Kurlandii sięgają 750 mm, natomiast na wschodzie nie przekraczają 550 mm. Opady rzędu 700–800 mm występują na wysoczyznach, większość opadów przypada na okres od lipca do listopada. Liczba dni upalnych jest nieduża (poniżej 20 dni w roku) co wiąże się z wpływem Bałtyku i szerokości geograficznej.

## Wody
Łotwa leży w zlewisku Morza Bałtyckiego. Sieć rzeczna kraju jest gęsta i zasobna w wodę, obejmuje około 700 rzek, większych potoków i innych cieków wodnych. Główną rzeką kraju jest Dźwina, której długość w granicach Łotwy wynosi 357 km i która uchodzi do Zatoki Ryskiej. Rzeka umożliwia spławianie drewna oraz wytwarzanie energii w hydroelektrowniach. Najważniejszymi dopływami Dźwiny są: Lelupa (Lielupe – 119 km i Ewikszta – 114 km). Do innych rzek wpadających do Bałtyku należą: Gauja – 452 km i Windawa (Venta) – 346 km (178 km w granicach kraju). Poza Dźwiną większe znaczenie gospodarcze ma tylko Lelupa, pozostałe rzeki są jedynie częściowo wykorzystywane. Główną przyczyną jest duże wahanie wodostanów cieków wodnych i występowaniem progów skalnych.
Łotwa jest zasobna w jeziora, z których ogromna większość jest pochodzenia glacjalnego. W kraju występuje około 3000 jezior, które zajmują łącznie 1/6 powierzchni kraju. Największe to: Łubań (90 km²) i Raźno (53,5 km²), najgłębsze – Ruszona (do 30 m).

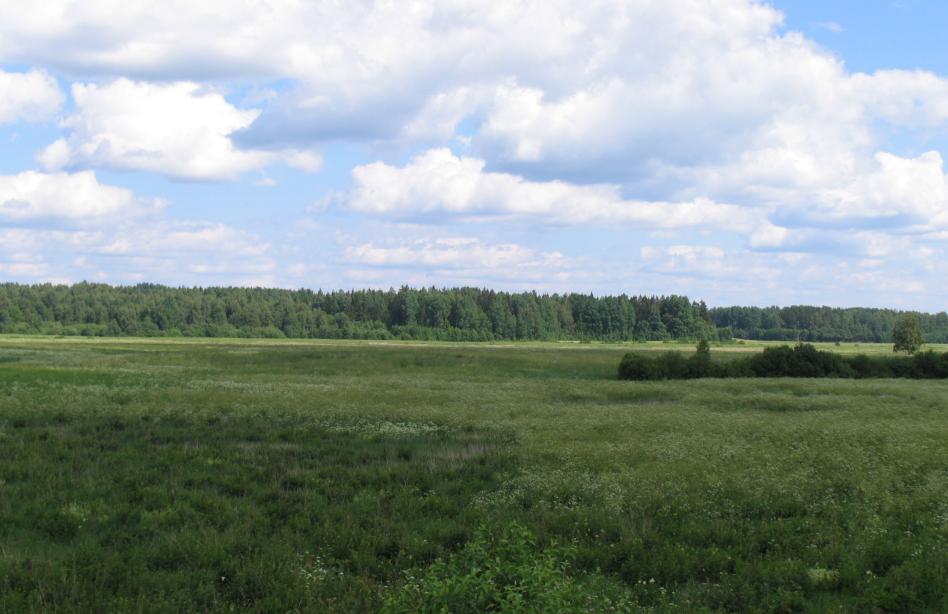
Nizinny krajobraz Łotwy

## Flora i fauna
Łotwa leży w strefie lasów mieszanych, gdzie przeważają gatunki iglaste. Udział sosny w lasach Łotwy wynosi 52%, świerka 20%, zaś z drzew liściastych powszechna jest brzoza, której udział wynosi 15%. W niektórych kompleksach leśnych proporcje są odwrotne, przeważają drzewa liściaste. Łotwa jest bardzo zalesionym państwem, udział lasów wynosi aż 47,4%, największe kompleksy leśne znajdują się na Półwyspie Kurlandzkim i nad brzegami Dźwiny. Największy udział lasów znajdziemy w rejonie Ventspils (ok. 60% powierzchni), najmniejszy w rejonie Bauska (28,8%). Duże obszary leśne występują także w północno-wschodniej części kraju. Poza lasami miejscami występują torfowiska, zajmując około 10% powierzchni kraju.
Świat zwierząt typowy dla obszarów europejskich lasów mieszanych. Jako że Łotwa jest zasobna w wody powierzchniowe, liczne są gatunki zwierząt wodnych m.in. bobry. W lasach żyją dziki, niedźwiedzie brunatne. Liczne ptactwo wodne, a na wybrzeżu morskie. Do gatunków ptaków sezonowych, zaliczyć należy bociana białego i czarnego.
Istnieją trzy parki narodowe: Gauja w dorzeczu rzeki Gauja (92,4 tys. ha, utworzony w 1973 roku), Kemeri (na wybrzeżu Zatoki Ryskiej, 42,8 tys. ha), Slitere (Slīteres, klif Morza Bałtyckiego, 15,0 tys. ha); ważniejsze rezerwaty przyrody: wyspy Moricsala z częścią jeziora Usmas (Moricsalas, założony w 1912 roku), bagna Teici (Teiču) oraz wrzosowiska Grini; tereny chronione obejmują łącznie 1015,6 tys. ha.